# Gaël Payet
Pour les articles homonymes, voir Payet.
Gaël Payet est un footballeur reunionnais né le 4 janvier 1984 à Saint-Joseph de La Réunion.
Il joue au poste de défenseur dans le club de l'AS Excelsior.

## Palmarès
- Champion de la Réunion en 2004,2005, 2006,2007,2009 et 2010 avec l'US Stade Tamponnaise.
- Vainqueur de la Coupe Régionale de France en 2006 et 2011 avec l'US Stade Tamponnaise , 2014 et 2015 avec l'AS Excelsior
- Vainqueur de la Coupe des clubs champions de l'océan Indien en 2011 avec l'US Stade Tamponnaise
- Vainqueur de la Coupe de la Réunion 2008, 2009 et 2012 avec l'US Stade Tamponnaise, 2014 et 2015 avec l'AS Excelsior
- Vainqueur de la Coupe de l'Outre Mer en 2008 et 2012 avec la Réunion.
- Médaille d'argent en 2003 des jeux des îles de l'océan Indien avec la Réunion
- Médaille d'or en 2007 des jeux des îles de l'océan Indien avec la Réunion
- Médaille de bronze en 2011 des jeux des îles de l'océan Indien avec la Réunion.